# Michael East
Michael East (ou Easte, Est, Este) (ca. 1580 - 1648) est un organiste et compositeur anglais, neveu de l'éditeur de musique londonien Thomas East (c. 1540–1608), bien qu'il ait été autrefois suggéré qu'il était son fils.

## Biographie
En 1601, East compose un madrigal accepté par Thomas Morley pour figurer dans sa collection The Triumphs of Oriana. En  1606, il reçoit un diplôme de Bachelor of Music de l'université de Cambridge et 1609 rejoint le chœur de la cathédrale d'Ely, d'abord comme commis laïque. En 1618, il est employé à la cathédrale de Lichfield, où il travaille comme chef de chœur, probablement jusqu'en 1644 lorsque la guerre civile anglaise met fin aux services chantés. Elias Ashmole ancien choriste à Lichfield se souvient plus tard que « Mr Michael East… a été mon tuteur pour le chant et M. Henry Hinde, organiste de la cathédrale... m'a appris le virginal et l'orgue ».
La date exacte de la mort d'East est inconnue, mais il est mort à Lichfield. Son testament a été rédigé le 7 janvier 1648. Il y mentionne sa femme Dorothy, sa fille Mary Hammersley et un fils et petit-fils tous deux nommés Michael.
Ses œuvres les plus admirées sont ses fantaisies en cinq parties pour violes , Thurston Dart est cité selon qui : « malgré une certaine partie d'écriture bâclée, ils sont parmi les meilleurs consorts en cinq parties de l'époque ».

## Œuvres
East est l'un des compositeurs les plus publiés de son époque [réf. nécessaire]; il a publié sept groupes de compositions :
- Groupes 1 et 2 : madrigaux pour trois et cinq voix
- Groupes 3 et 4 : motets, madrigaux, pastorales, napolitaines et fantaisies pour quatre à six voix (y compris les fantaisies instrumentales pour consort de violes)
- Groupe 5 : vingt pièces en trois parties pour viole
- Groupe 6 : motets et chants sacrés consort pour cinq et six voix, avec mise en musique d'un poème de Sir Henry Wotton en l'honneur d'Élisabeth Stuart, fille de James I.
- Groupe 7 : œuvres pour viole pour deux à quatre voix

## Source de la traduction
- (en) Cet article est partiellement ou en totalité issu de l’article de Wikipédia en anglais intitulé « Michael East (composer) » (voir la liste des auteurs).